# Saint-Genest-Lachamp
Saint-Genest-Lachamp ist eine französische Gemeinde im Département Ardèche in der Region Auvergne-Rhône-Alpes. Sie gehört zum Arrondissement Tournon-sur-Rhône und zum Kanton Haut-Eyrieux. Nachbargemeinden sind Mariac im Nordwesten, Le Cheylard im Norden, Saint-Christol im Nordosten, Gluiras im Osten, Saint-Pierreville im Südosten, Albon-d’Ardèche im Süden, Mézilhac und Marcols-les-Eaux im Südwesten, Saint-Andéol-de-Fourchades und Dornas im Westen.
Saint-Genest-Lachamp liegt im Osten des Zentralmassivs.

## Weblinks

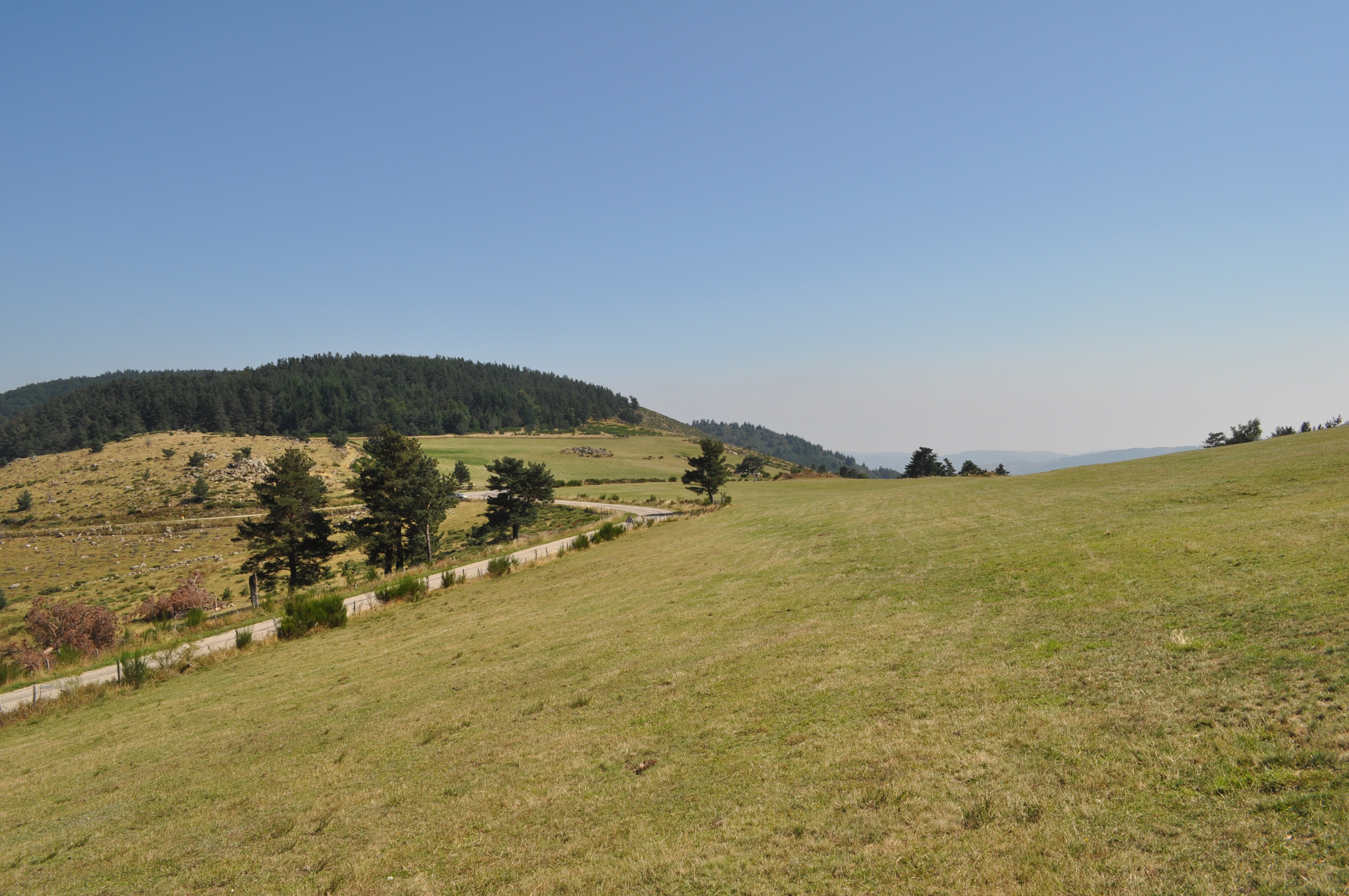
Der Col de la Faye

## Bevölkerungsentwicklung
| Jahr                       | 1962 | 1968 | 1975 | 1982 | 1990 | 1999 | 2008 | 2014 |
| -------------------------- | ---- | ---- | ---- | ---- | ---- | ---- | ---- | ---- |
| Einwohner                  | 240  | 214  | 167  | 156  | 132  | 104  | 101  | 97   |
| Quellen: Cassini und INSEE |      |      |      |      |      |      |      |      |